# Sagina maritima
Sagina maritima là loài thực vật có hoa thuộc họ Cẩm chướng. Loài này được G.Don miêu tả khoa học đầu tiên năm 1806.